# Karl Bauer (Maler, 1905)

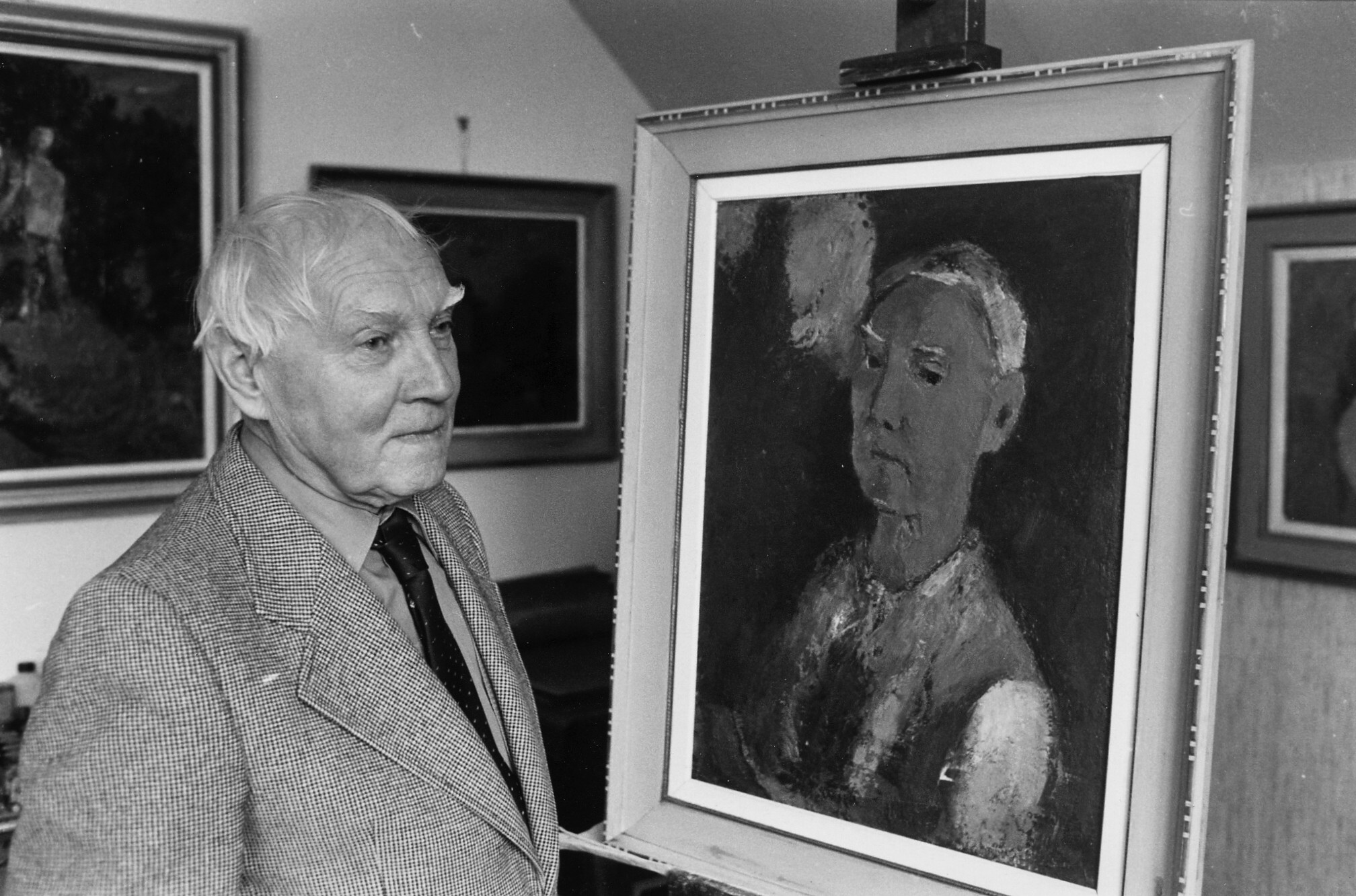
Karl Bauer vor einem Selbstbildnis, 1980

Karl Bauer (* 14. Februar 1905 in Graz; † 21. April 1993 in Klagenfurt) war ein österreichischer akademischer Maler. Sein Werk umfasst Ölmalerei, Gouachen, Aquarelle sowie Zeichnungen und  Entwürfe zu Mosaiken und Glasfenstern für Kirchen in Kärnten.

## Leben
Am 14. Februar 1905 in Graz als Sohn eines Buchhalters geboren, übersiedelte Bauer mit der Familie 1908 nach Kärnten, zuerst nach Obertrixen, später nach Völkermarkt, wo der Vater selbstständig als Holzhändler und Sägewerksbesitzer tätig war. 1912 erfolgte die Übersiedlung nach Klagenfurt. Schulbesuche erfolgten in Völkermarkt und Klagenfurt. Von Klagenfurt aus ging Bauer im Jahre 1925 an die Akademie der bildenden Künste Wien, wo er bis 1929 bei den Professoren Josef Jungwirth, Wilhelm Dachauer, Alois Delug und Rudolf Bacher studierte. Noch während des Studiums legte er 1929 die Lehramtsprüfung für Mittelschulen in Freihandzeichnen, Darstellende Geometrie und Mathematik ab. Von 1930 bis 1934 erfolgte eine Verwendung als Vertragslehrer im Realgymnasium Wien in der Diefenbachgasse. 1932 wurde Bauer auch Mitglied im Kunstverein für Kärnten. Nach dem Abbau im Jahre 1934 war er von 1935 bis 1938 freiberuflich als Maler und Graphiker zuerst in Wien und Klagenfurt und dann als Zeitungsillustrator in München tätig, wo er 1938 auch Leopoldine geb. Koci aus Wien heiratete, mit der er bis zum Tode zusammenlebte und zwei Kinder hat.
Nach dem Anschluss Österreichs beantragte Bauer am 17. Mai 1938 die Aufnahme in die NSDAP und wurde rückwirkend zum 1. Mai desselben Jahres aufgenommen (Mitgliedsnummer 6.261.958). Von 1938 bis 1942 übte er wieder ein Lehramt aus, diesmal an der Oberschule in Klosterneuburg. 1941 wurde seine Tochter Rotraud geboren, die nachmalig als Rotraud Bauer Kunsthistorikerin und Spezialistin für Tapisserien am Kunsthistorischen Museum Wien wurde. 1942 wurde Karl Bauer zur Wehrmacht eingezogen. Dem Einsatz in Tunesien 1943 folgte eine dreijährige Kriegsgefangenschaft in den USA (Texas) mit der Möglichkeit, sich künstlerisch zu betätigen. Nach der Entlassung im Jahr 1946 lebte Bauer als freiberuflicher Maler und Graphiker in Klagenfurt, wo 1955 auch sein Sohn Herbert Bauer geboren wurde. Ab der Gründung 1949 war Karl Bauer auch langjähriges Vorstandsmitglied im Landesverband Kärnten der Berufsvereinigung der bildenden Künstler Österreichs. Von 1946 bis zu seinem Tode erfolgten personale Ausstellungen und Ausstellungsbeteiligungen in Klagenfurt, Villach, Wien, St. Pölten, Graz, Ljubljana, Passau, Wiesbaden, Köln, Salzburg sowie Auftragsarbeiten für Kirche und Öffentlichkeit.
Am 21. April 1993 starb Karl Bauer in Klagenfurt, „der Tod nahm ihm den Pinsel aus der Hand“.

## Werk

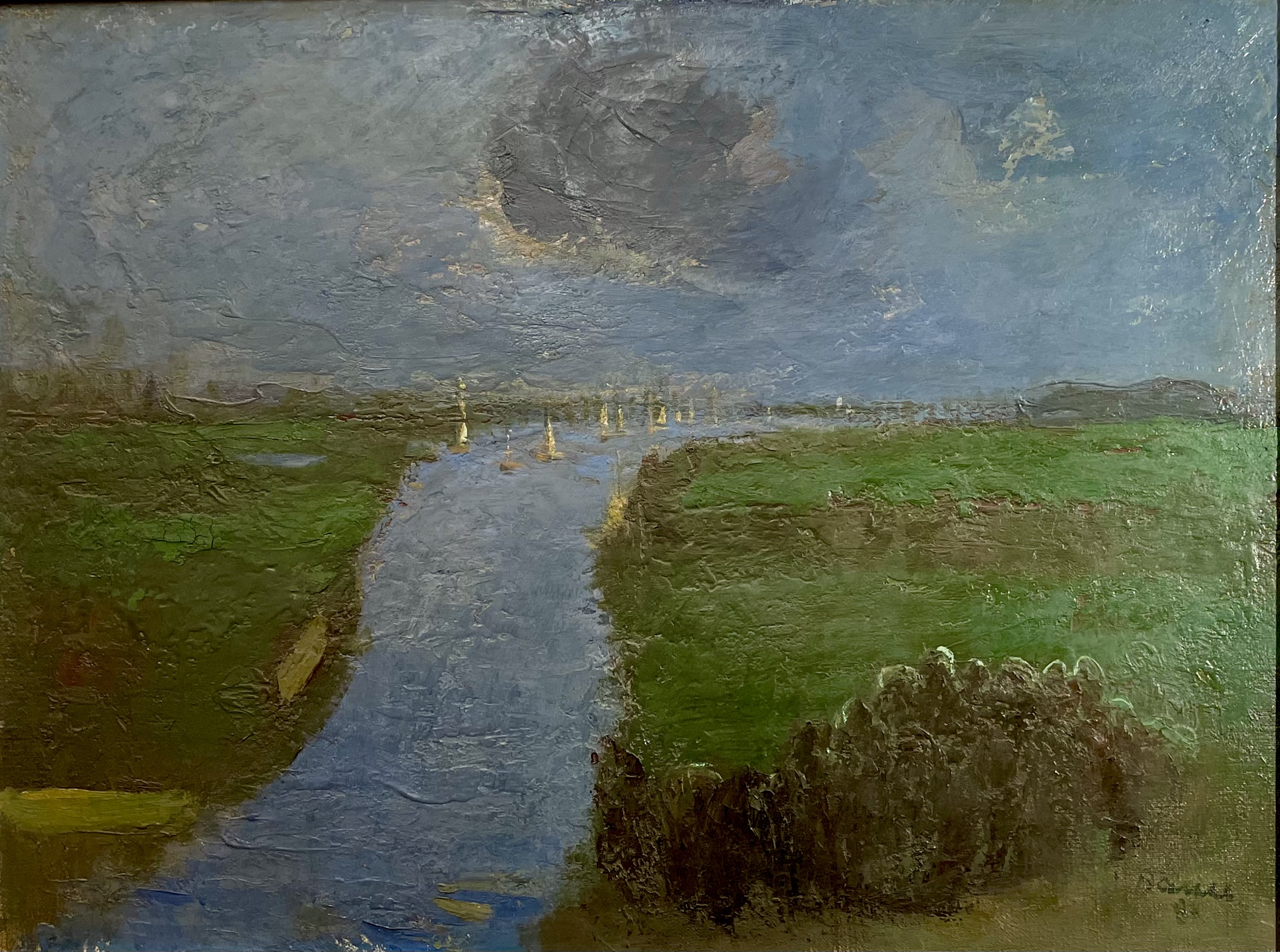
Karl Bauer – Flussmündung, 1984, Öl auf Leinwand, 60 x 80 cm

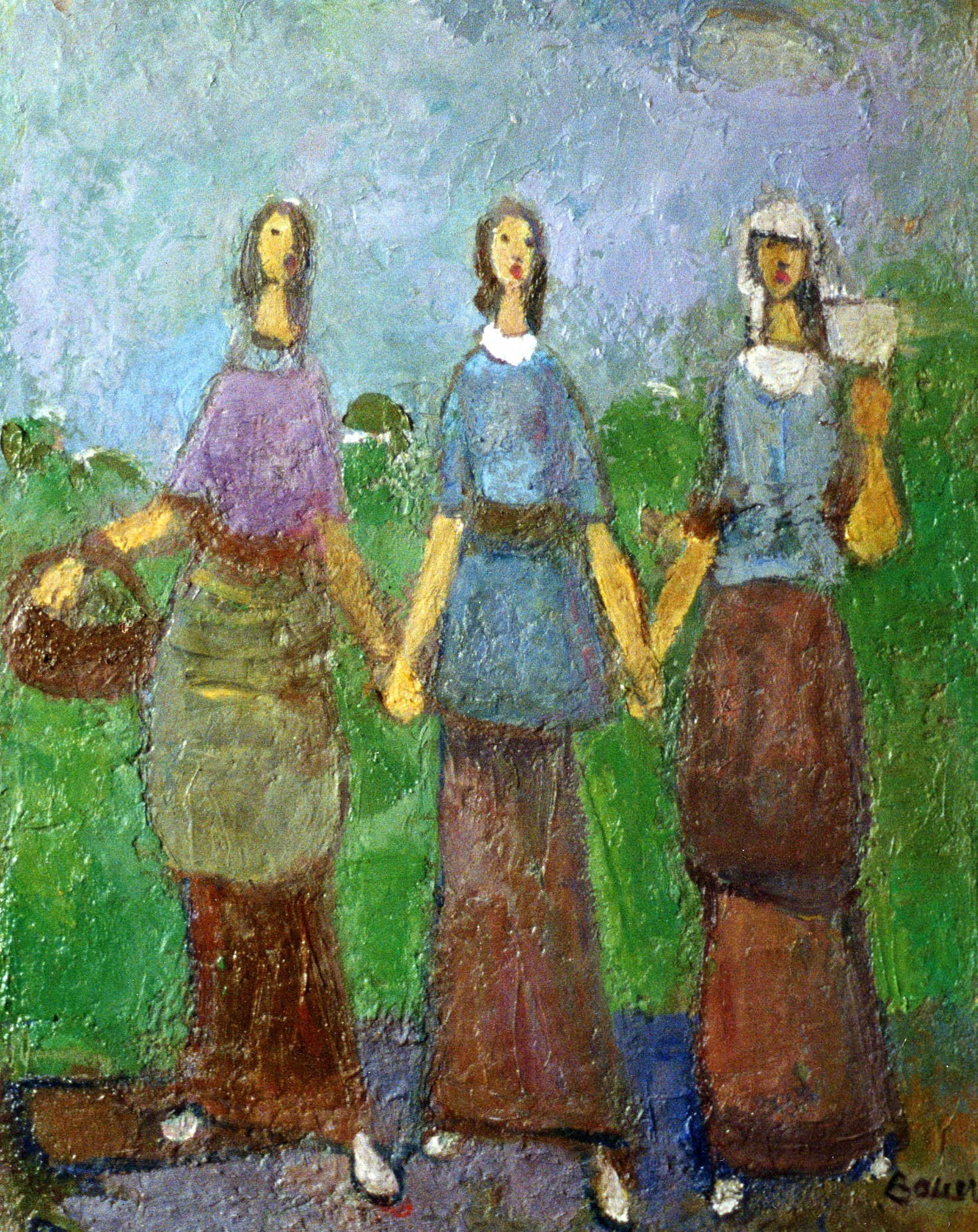
Karl Bauer – Drei singende Mädchen, Öl auf Leinwand, 1990, 72 x 55 cm

Inspiration für seine Motive waren die Kärntner Landschaft, Menschengruppen und religiöse Themen sowie Porträts. Sein Hauptaugenmerk galt der Komposition der Farben. Seine Einflüsse reichen von den Alten Meistern bis zu den Klassikern der Moderne.
Der Maler Siegfried Tragatschnig schreibt 1995:

„Das nuancenreiche blaue Farbenspiel, die differenzierte landschaftliche Rhythmik Kärntens sind immer wiederkehrende Themen für ihn. Maßvolle Proportionen dominieren zunächst in Figur und Landschaft, Farbe und Form befinden sich immer in Balance. Später verschieben sich die klassischen Proportionen. Kleinköpfige, breitbeckige Figuren treten in seine Bildwelt. Es entsteht eine neue Expressivität und Verinnerlichung mit stark meditativ-religiösem Charakter. Parallel dazu die Tendenz, einzelne Formpartien reliefartig aus der Farbfläche herauswachsen zu lassen. Die zweite Dimension genügte ihm nicht mehr. Auch sein komplizierter, zeitaufwendiger Bildaufbau dient der haptischen Bildstruktur. Der volle, dunkle Klang in Bauers Bildern verängstigt nicht, hoffnungsvoll ist er, getragen. Staunenswert vital, dicht und vertieft präsentiert sich Karl Bauer in seinem Alterswerk.“

1995 schreibt Gerbert Frodl, Direktor der Österreichischen Galerie Belvedere in Wien:

„Die Eigenart und Stärke der Kunst von Karl Bauer war es, Einflüsse und Erinnerungen – aus Wien und München – sowie die Kenntnis aus den aktuellen Kunstentwicklungen durch den eigenen hohen Intellekt mit den Gegebenheiten der landschaftlichen Besonderheiten Kärntens – auch der lebendigen malerischen Tradition des Landes – zu einem Konzentrat aus reiner Malerei und gedanklicher Tiefe verbunden zu haben. Wahrscheinlich ist er der letzte in der langen Reihe, der als ein Großer der Kärntner Malerei des 20. Jahrhunderts genannt werden kann.“

2005 schreibt der Maler Franz Kaindl:

„In seinem Spätwerk ist Karl Bauer getragen von einem radikalen, ethisch begründeten Subjektivismus, unverwechselbar, eine singuläre Erscheinung in der österreichischen Kunst der zweiten Hälfte des 20. Jahrhunderts.“

## Werke im öffentlichen und sakralen Raum (Auszug)
- 1948–1949 „Tor zum Süden“, Fresko-Secco in der Halle des Villacher Bahnhofs.
- 1959 Mosaike für den Kreuzweg[9][10] der Landesgedächtnisstätte am Kreuzbergl in Klagenfurt
- 1957 „Taufe Christi“, Glasfenster in der Taufkapelle der neu errichteten Pfarrkirche St. Peter[11] in Klagenfurt.
- 1963 „Berufung Petri“, Apsis Mosaik in der Pfarrkirche St. Peter in Klagenfurt
- 1966 „Verkündigung“, Apsis Mosaik und Glasfenster in der Pfarrkirche Spittal an der Drau
- 1971–1973 Glasfenster in der Apsis und am Chor in der Pfarrkirche St. Ruprecht in Klagenfurt
- 1977 Kreuzwegbilder[12] (14 Gouachen) für die Pfarrkirche St. Peter in Klagenfurt
- 1980 „Auferstehender“, Mosaik in der Kapelle der psychiatrischen Abteilung im Landeskrankenhaus in Klagenfurt
- 1983 Fastentuch für die Pfarrkirche St. Peter in Klagenfurt

## Personalausstellungen (Auszug)
- 1975 Personale zum 70. Geburtstag, „Malerei und Graphik“[13]. Künstlerhaus, Klagenfurt
- 1980 Ölbilder und Tempera. Personale zum 75. Geburtstag. Galerie Academia, Salzburg[14]
- 1980 Malerei von 1970–1980. Galerie Dr. Czerny, Graz
- 1983 „Malerei und Grafik“[14], Personale im Künstlerhaus Klagenfurt
- 1990 Retrospektive zum 85. Geburtstag: Malerei und Graphik. Galerie Slama, Klagenfurt

Ausstellungen nach dem Tode:
- 1995 „Karl Bauer. Ein Lyriker der modernen Malerei“[14], Ölbilder im Künstlerhaus in Klagenfurt anlässlich des 90. Geburtstages
- 2003 Karl Bauer Gouachen – 10 Jahre danach – ein Rückblick, Ausstellung im Kunstraum Starmann,
- 2005 „Gleichlang im Einklang“. Ausstellung in Graz anlässlich 100. Geburtstag Karl Bauer[15], Lorli Ritschl Foundation
- 2025 „Farben·Form·Ernte·“. Ausstellung in Klagenfurt anlässlich 120. Geburtstag Karl Bauer[16], Alpen-Adria-Galerie Klagenfurt am Wörthersee

## Ausstellungsbeteiligungen (Auszug)
- 1955 Zehn Jahre Malerei und Plastik in Österreich, Künstlerhaus, Wien
- 1958 Kunstvereinsausstellung in Laibach
- 1960 40 Jahre Kunst in Kärnten, 1920–1960. Künstlerhaus, Klagenfurt
- 1961 Kunst aus Kärnten. Städtisches Museum, Wiesbaden[17]
- 1965 Frühjahrsausstellung 1965, mit Kollektive Karl Bauer zum 60. Geburtstag. Künstlerhaus, Klagenfurt
- 1966 Kärntner Künstler, Oberhausmuseum Passau
- 1967 1. Intart im Künstlerhaus Klagenfurt
- 1967 Eröffnungsausstellung der Galerie Slama mit Karl Bauer, Maximilian Florian, Anton Mahringer
- 1976 Das Malerische in unserer Zeit. Künstlerhaus, Klagenfurt (Organisation und Beteiligung)
- 1977 Ölbilder, Pastelle und Tempera-Pastelle. Kollektive zu den Osterfestspielen, Galerie Academia, Salzburg
- 1979 Österreichische Malerei nach 1945. Stadtmuseum, St. Pölten[18][14]
- 1982 Malerei und Graphik. Kollektive im Stadtmuseum, Graz
- 1985 Kollektivausstellung zum 80. Geburtstag: Gemälde 1983/1984[14]. Kärntner Landesgalerie, Klagenfurt

Ausstellungsbeteiligungen nach dem Tode:
- 2004 "Eremiten-Kosmopoliten: moderne Malerei in Kärnten 1900–1955"[19], Ausstellung des Landes Kärnten im Museum moderner Kunst Kärnten
- 2008 Alpenmalerei zwischen Realismus und Moderne[20], Galerie Magnet, Wien
- 2008 KunstLandschaft. Landschaftsmalerei in Kärnten, Ausstellung im Museum Moderner Kunst Kärnten mit Kärntner Künstlern
- 2011 fokus sammlung 02. Ansichtssachen. Menschenbilder[21] Ausstellung  Museums Moderner Kunst Kärnten mit Kärntner Künstlern
- 2011 KARL BAUER + KARIN BAUER  Ausstellung Schloss Strassburg
- 2017 fokus sammlung 05. STILLLEBEN Ausstellung[22] Museums Moderner Kunst Kärnten mit Kärntner Künstlern

## Auszeichnungen
- 1954 Kunstmedaille der Stadt Graz[23]
- 1982 Würdigungspreis des Landes Kärnten[24]